# Neupreußische Trainbataillone
Die Neupreußischen Trainbataillone wurden zwischen 1807 und 1914 im Rahmen der neupreußischen Heeresorganisation mit neunzehn Trainbataillonen errichtet und später mit Trainabteilungen weiter verwendet.

## Geschichte

Preußischer Train nach 1806

Preußischer Train um 1900

Nach dem Tilsiter Frieden erhielt durch Allerhöchste Kabinettsordre (A.K.O.) vom 12. April 1809 jede der damaligen Brigaden, die später zu Divisionen erweitert wurden, eine Train-Kompanie. Jede dieser Kompanien nahm sämtliche Aufgaben wahr, die zu dieser Zeit dem Trainwesen zugeordnet waren:
- Bäckerei- und Feldbäckereiwesen
- Proviant-Fuhrwesen
- fliegende Pferde-Depots (damalige Bezeichnung für bewegliche Feld-Remonten-Abteilungen)
- Kriegs-Kommissariat (etwa der Verwaltung vergleichbar)
- Feld-Kriegskasse
- Feldpost

Die Truppe bestand bis auf Offiziere und Unteroffiziere vorwiegend aus abkommandierten Handwerkern.
Mit A.K.O. vom 21. April 1853 und Organisationsplan vom 15. Mai 1853 wurde das Trainwesen der preußischen Armee grundlegend reorganisiert. Jedes Armeekorps erhielt einen Train-Stamm aus 6 Unteroffizieren und 24 Gefreiten für den Frieden. Im Mobilmachungsfall wurde der Train in Administrations-Train, Train der Truppen und Train-Soldaten gegliedert. Dem Administrations-Train gehörten die Mannschaften der Train-Bataillone, die Trainfahrer der Feld-Intendantur (Akten-, Kassen und Ökonomiewagen), der Feld-Kriegskasse, der Feld-Proviant-Ämter, der Feldbäckerei-Ämter, der Feldpost, der Feldlazarette, des Medizinalstabes der Armee und der Metallographien, sowie die Krankenträger-Kompanien an (letztere jedoch erst seit 21. Dezember 1854). Zum Train der Truppe wurden alle Train-Soldaten gerechnet, die als Trainfahrer oder Pferdewärter von Offizieren, Ärzten und Zahlmeistern dienten, sowie die Ponton-Kolonnen. Als Train-Soldaten wurden schließlich alle übrigen Angehörigen dieser Verwendungsreihe betrachtet.
Ab 1856 wurde den Armeekorps ein Train-Bataillon mit zwei Kompanien zugeteilt. 1859 gab es insgesamt neun Train-Bataillone mit zusammen 1.200 Mann. Bis 1912 wurden 20 Train-Bataillone aufgestellt.
Am 1. April 1914 wurden die Train-Bataillone in Train-Abteilungen, die Kompanien in Eskadrons umbenannt sowie der Dienstgrad Rittmeister (statt zuvor Hauptmann) eingeführt.
Zur allgemeinen Entwicklung und Organisation des Trains sowie zur Geschichte des deutschen Trainswesens während des Ersten Weltkriegs siehe Hauptartikel → Train.

## Liste der Train-Bataillone (Friedensstand Anfang 1914)

Train-Bataillon Nr. 1 (Fahrer vom Sattel, nach 1903)

Quelle der Angaben: 

### Garde-Train-Bataillon
Das Garde-Train-Bataillon war das Train-Bataillon des Gardekorps. Es unterstand dem Kommando des Trains des Gardekorps, III. und IV. Armee-Korps. Friedensstandort war Berlin. Stiftungstag war der 21. April 1853.

### Ostpreußisches Train-Bataillon Nr. 1

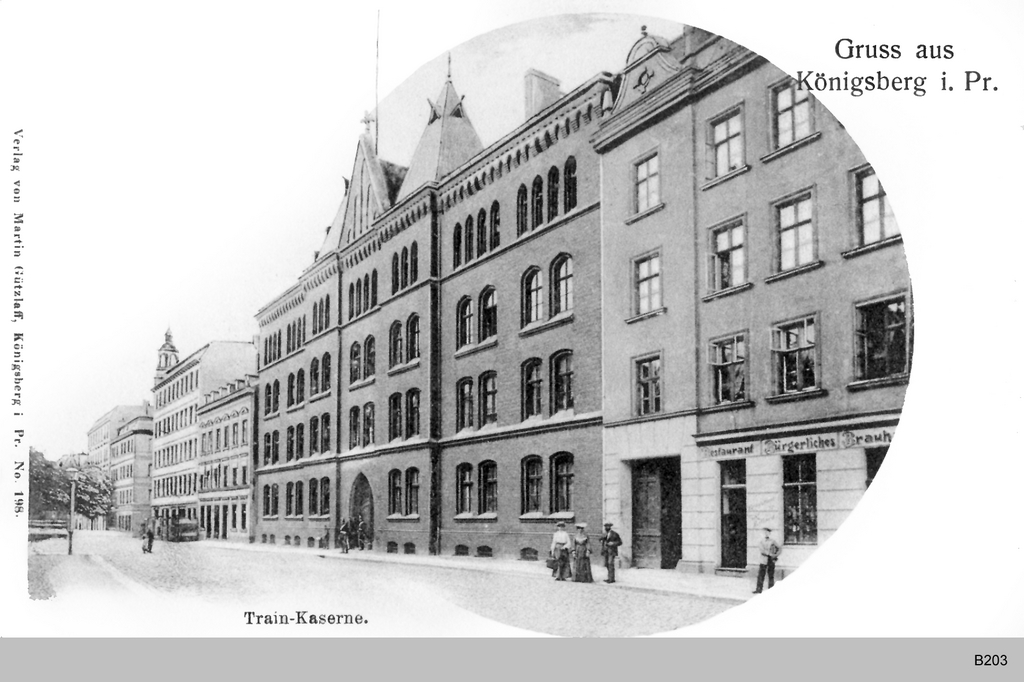
Trainkaserne in Königsberg

Das Ostpreußische Train-Bataillon Nr. 1 war das Train-Bataillon des I. Armee-Korps. Es unterstand dem Kommando des Trains des I., XVII. und XX. Armee-Korps. Friedensstandort war Königsberg in Preußen. Stiftungstag war der 21. April 1853.

### Pommersches Train-Bataillon Nr. 2
Das Pommersche Train-Bataillon Nr. 2 war das Train-Bataillon des II. Armee-Korps. Es unterstand dem Kommando des Trains des II., V. und VI. Armee-Korps. Friedensstandort war Altdamm in Pommern. Stiftungstag war der 21. April 1853.

### Brandenburgisches Train-Bataillon Nr. 3
Das Brandenburgische Train-Bataillon Nr. 3 war das Train-Bataillon des III. Armee-Korps. Es unterstand dem Kommando des Trains des Gardekorps, des III. und IV. Armee-Korps. Friedensstandort war Spandau in der preußischen Provinz Brandenburg. Stiftungstag war der 21. April 1853.

### Magdeburgisches Train-Bataillon Nr. 4
Das Magdeburgische Train-Bataillon Nr. 4 war das Train-Bataillon des IV. Armee-Korps. Es unterstand dem Kommando des Trains des Gardekorps, III. und IV. Armee-Korps. Friedensstandort war Magdeburg. Stiftungstag war der 21. April 1853.

### Niederschlesisches Train-Bataillon Nr. 5
Das Niederschlesische Train-Bataillon Nr. 5 war das Train-Bataillon des V. Armee-Korps. Es unterstand dem Kommando des Trains des II., V. und VI. Armee-Korps. Errichtungsjahr war 1853. Friedensstandort war Posen. Das Bataillon rekrutierte sich überwiegend in Niederschlesien. Stiftungstag war der 21. April 1853.

### Schlesisches Train-Bataillon Nr. 6
Das Schlesische Train-Bataillon Nr. 6 war das Train-Bataillon des VI. Armee-Korps. Es unterstand dem Kommando des Trains des II., V. und VI. Armee-Korps. Friedensstandort war Breslau in Schlesien. Stiftungstag war der 21. April 1853.

### Westfälisches Train-Bataillon Nr. 7

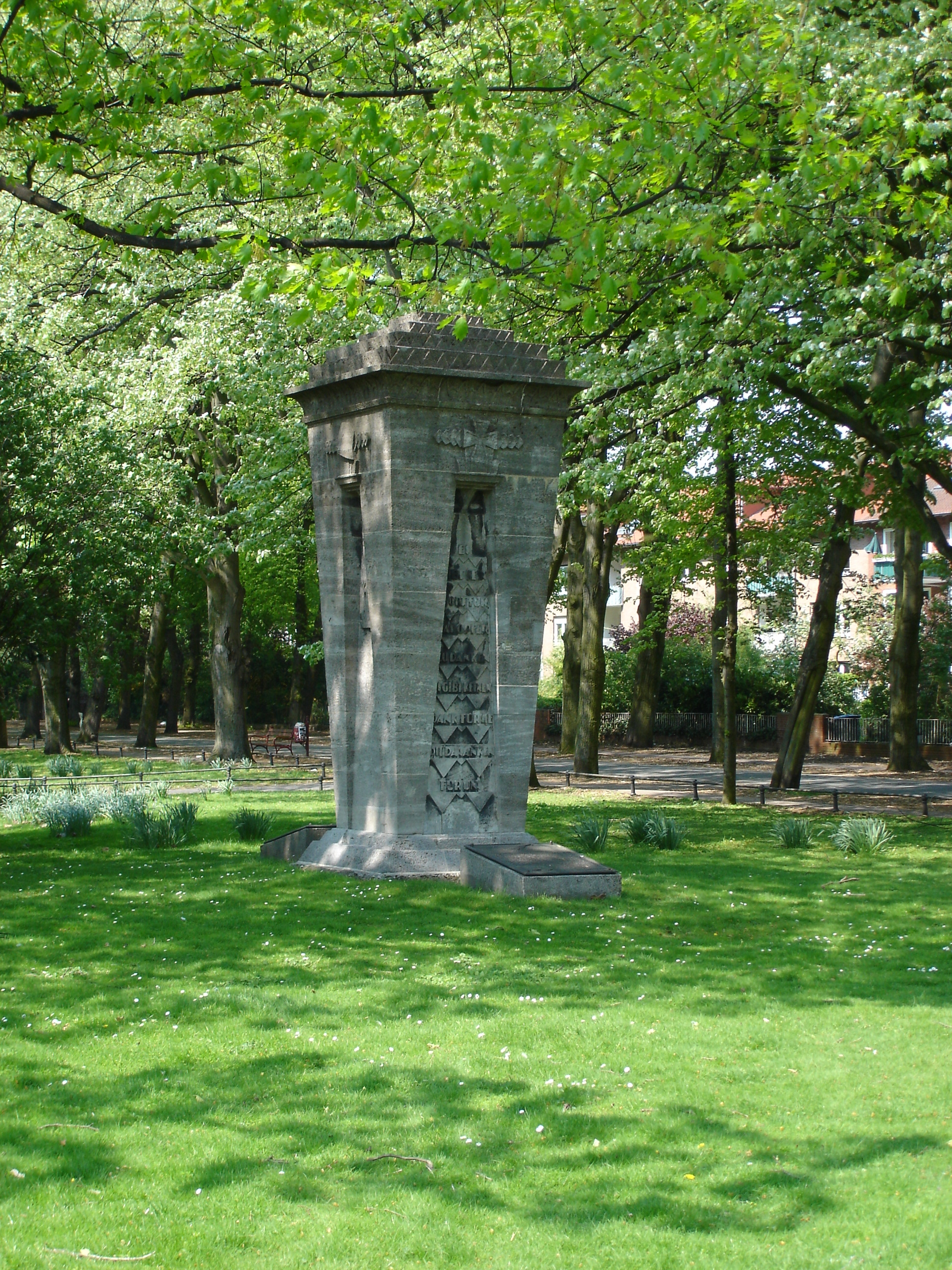
Ehrenmal an das Train-Bataillon Nr. 7 am Ludgeriplatz in Münster.

Das Westfälische Train-Bataillon Nr. 7 war das Train-Bataillon des VII. Armeekorps. Es unterstand dem Kommando des Trains des VII. Armeekorps, IX. und X. Armee-Korps. Friedensstandort war Münster in der preußischen Provinz Westfalen. Die Kasernen des Bataillons befanden sich zwischen der Weißenburgstraße und der heutigen Habichtshöhe im Geistviertel sowie auf dem Gelände des heutigen Südparks im Südviertel. Stiftungstag war der 21. April 1853.

### 1. Rheinisches Train-Bataillon Nr. 8
Das 1. Rheinische Train-Bataillon Nr. 8 war das Train-Bataillon des VIII. Armee-Korps. Es unterstand dem Kommando des Trains des VIII., XI. und XVIII. Armee-Korps. Friedensstandort war Coblenz in der preußischen Rheinprovinz. Untergebracht war es in der Train-Kaserne in Coblenz-Lützel. Diese Kaserne wird unter dem Namen Rhein-Kaserne noch genutzt. Stiftungstag war der 21. April 1853.

### Schleswig-Holsteinisches Train-Bataillon Nr. 9
Das Schleswig-Holsteinische Train-Bataillon Nr. 9 war das Train-Bataillon des IX. Armee-Korps. Es unterstand dem Kommando des Trains des VII., IX. und X. Armee-Korps. Friedensstandort war Rendsburg in der preußischen Provinz Schleswig-Holstein. Stiftungstag war der 27. September 1866.

### Hannoversches Train-Bataillon Nr. 10
Das Hannoversche Train-Bataillon Nr. 10 war das Train-Bataillon des X. Armee-Korps. Es unterstand dem Kommando des Trains des VII., IX. und X. Armee-Korps. Friedensstandort war Hannover. Stiftungstag war der 27. September 1866.

### Kurhessisches Train-Bataillon Nr. 11
Das Kurhessische Train-Bataillon Nr. 11 war das Train-Bataillon des XI. Armee-Korps. Es unterstand dem Kommando des Trains des VIII., XI. und XVIII. Armee-Korps. Friedensstandort war Cassel, Hauptstadt der preußischen Provinz Hessen-Nassau. Stiftungstag war der 13. Juni 1854.

### Badisches Train-Bataillon Nr. 14
Das Badische Train-Bataillon Nr. 14 war das Train-Bataillon des badischen Kontingents im XIV. Armee-Korps der Preußischen Armee. Es unterstand dem Kommando des Trains des XIV., XV., XVI. und XXI. Armee-Korps. Friedensstandort war Durlach. Stiftungstag war der 24. Oktober 1864.

Preußischer Trainsoldat um 1900

### Elsässisches Train-Bataillon Nr. 15
Das Elsässische Train-Bataillon Nr. 15 war das Train-Bataillon des XV. Armee-Korps. Es unterstand dem Kommando des Trains des XIV., XV., XVI. und XXI. Armee-Korps. Friedensstandort war Straßburg im Elsass. Stiftungstag war der 19. Mai 1871.

### Lothringisches Train-Bataillon Nr. 16
Das Lothringische Train-Bataillon Nr. 16 war das Train-Bataillon des XVI. Armee-Korps. Es unterstand dem Kommando des Trains des XIV., XV., XVI. und XXI. Armee-Korps. Friedensstandort war Saarlouis. Stiftungstag war der 28. Juli 1890.

### Westpreußisches Train-Bataillon Nr. 17
Das Westpreußische Train-Bataillon Nr. 17 war das Train-Bataillon des XVII. Armee-Korps. Es unterstand dem Kommando des Trains des I., XVII. und XX. Armee-Korps. Friedensstandort war Danzig in Westpreußen. Stiftungstag war der 28. Juli 1890.

### Großherzoglich Hessisches Train-Bataillon Nr. 18
Das Großherzoglich Hessische Train-Bataillon Nr. 18 war das Train-Bataillon des großherzoglich hessischen Kontingents im XVIII. Armee-Korps der Preußischen Armee. Es unterstand dem Kommando des Trains des VIII., XI. und XVIII. Armee-Korps. Friedensstandort war Darmstadt. Stiftungstag war der 28. Juli 1890.

### 2. Train-Bataillon Nr. 19
Das 2. Train-Bataillon Nr. 19 ist stationiert in Leipzig.

### Masurisches Train-Bataillon Nr. 20
Das Masurische Train-Bataillon Nr. 20 war das Train-Bataillon des XX. Armee-Korps. Es unterstand dem Kommando des Trains des I., XVII. und XX. Armee-Korps. Friedensstandort war Marienburg. Das Bataillon rekrutierte sich überwiegend in Masuren.

### 2. Rheinisches Train-Bataillon Nr. 21
Das 2. Rheinische Train-Bataillon Nr. 21 war das Train-Bataillon des XXI. Armee-Korps. Es unterstand dem Kommando des Trains des XIV., XV., XVI. und XXI. Armee-Korps. Friedensstandort war Forbach in Lothringen.
Die in dieser Übersicht fehlenden Bataillone Nr. 12, 13 und 19 gehörten der Sächsischen Armee bzw. Württembergischen Armee an.